# More Specials
More Specials è il secondo album dei The Specials, pubblicato nel 1980 per l'etichetta discografica 2 Tone/Chrysalis Records.

## Tracce
1. Enjoy Yourself (It's Later Than You Think) (Magidson, Sigman) 3:39 (Guy Lombardo Cover)
2. Rat Race (Byers) 3:07
3. Man at C & A (Dammers, Hall) 3:36
4. Hey, Little Rich Girl (Byers) 3:35
5. Do Nothing (Golding) 3:43
6. Pearl's Cafe (Dammers) 3:07
7. Sock It to 'Em J.B. (Dunn, Garvin, Holman) 2:56
8. Stereotypes/Stereotypes, Pt. 2 (Dammers, Staples) 7:24
9. Holiday Fortnight (Byers) 2:45
10. I Can't Stand It (Dammers)	4:01
11. International Jet Set (Dammers) 5:37
12. Enjoy Yourself (It's Later Than You Think) (Reprise) (Magidson, Sigman) 1:46

## Formazione
- Terry Hall - voce
- Neville Staple - voce, percussioni
- Lynval Golding - chitarra ritmica, voce
- Roddy Radiation - chitarra
- Jerry Dammers - tastiere, piano, organo
- Sir Horace Gentleman - basso
- John Bradbury - batteria
- Rico Rodriguez - trombone
- Dick Cuthell - cornetta, flicorno, fiati
- Lee Jay Thompson - sassofono
- Paul Heskett - sassofono
- Rhoda Dakar - voce
- The Go-Go's - cori